# 白世鳳
白 世鳳（ペク・セボン、백세봉 1938年 - ）は、朝鮮民主主義人民共和国（北朝鮮）の政治家。朝鮮人民軍における軍事称号（階級）は上将。

## 人物
朝鮮労働党軍需工業部第二経済委員会委員長として核兵器や弾道ミサイルなどの兵器の生産を統括した。弾道ミサイル生産の責任者であったことから、2012年4月のミサイル発射実験の際には、北朝鮮の軍需に関わる総責任者であった朴道春（パク・ドチュン）党軍需工業担当書記、開発を担当した朱奎昌（チュ・ギュチャン）党機械工業部部長と共に、一部のメディアから「北ミサイル3人組」などと呼ばれた。2009年4月5日のミサイル発射実験にも深く関与したとされている。
その名が白頭山血統（同山を舞台にした遊撃隊神話から、金日成・金正日の縁者を指す）であることを示唆しているとして、白世鳳は実は金正哲の別名であるとの主張が一部にあったが、2009年に労働新聞と民主朝鮮が、第12期最高人民会議第1回会議で選出された国防委員会の委員全員の顔写真を公開したことで、この主張は事実無根であることが確認された。
2013年12月の張成沢の粛清後に行われた、金国泰の国葬と金正日の死去2周年追悼式に、11人の国防委員のうち白のみが欠席しており、白が張に近い関係であったことから、国外逃亡あるいは失脚したのではないかとNHKにより報道された。一方、韓国政府は、白は2012年から既に事実上の引退状態であり、張の処刑を受けて国外逃亡した事実はないとしている。
2014年3月に行われた第13期最高人民会議代議員選挙では代議員に選出されず、同年4月9日の第13期最高人民会議第1回会議で国防委員会委員にも選出されず退任した。また新たに国防委員に選出された趙春竜が軍需工業部第二経済委員会委員長に就任したと見られており、これが事実なら、白世鳳は第二経済委員会委員長からも退任したことになる。